# 티서버슈바리구

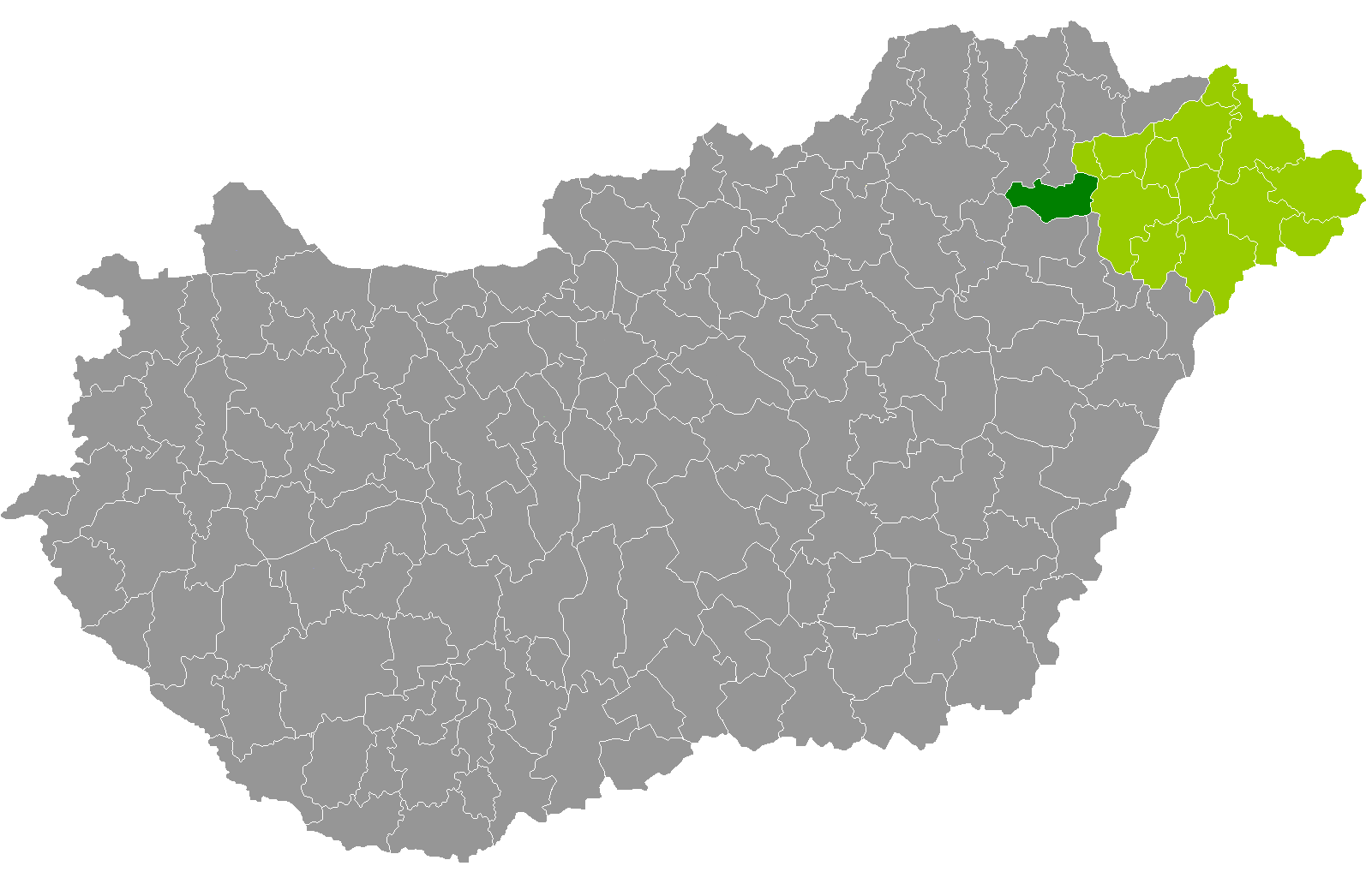
서볼치서트마르베레그주 지도에 표시된 티서버슈바리구의 위치

티서버슈바리구(헝가리어: Tiszavasvári járás)는 헝가리 서볼치서트마르베레그주에 위치한 구로 구청 소재지는 티서버슈바리이며 면적은 381.61km2, 인구는 27,684명(2011년 기준), 인구 밀도는 73명/km2이다.
북서쪽으로는 보르쇼드어버우이젬플렌주 세렌치구, 북쪽으로는 보르쇼드어버우이젬플렌주 토커이구, 북동쪽과 동쪽으로는 니레지하저구, 남쪽으로는 허이두비허르주 허이두뵈쇠르메니구, 허이두나나시구, 서쪽으로는 보르쇼드어버우이젬플렌주 티서우이바로시구와 접한다. 6개 지방 자치체(2개 시, 4개 마을)를 관할한다.

구 문장